# Norbert Jokl
Norbert Jokl (ur. 25 lutego 1877 w Bisenz, zm. 6 maja 1942) – austriacki językoznawca i albanolog.

## Życiorys
Pochodził z rodziny żydowskich kupców z południowych Moraw. W 1895 ukończył niemiecką szkołę średnią w Uherské Hradiště. W tym samym roku rozpoczął w Wiedniu studia z zakresu prawa i nauk politycznych, które zakończył obroną doktoratu w 1901. Pracował w bibliotece uniwersyteckiej, a jednocześnie studiował językoznawstwo. Studia ukończył w 1908 i rozpoczął pracę naukową, skupiając się na filologii słowiańskiej. W 1913 rozpoczął wykłady na uniwersytecie jako Privatdozent, dotyczące filologii albańskiej, słowiańskiej i krajów nadbałtyckich.
Studia nad językiem albańskim rozpoczął dzięki współpracy ze środowiskiem Albańczyków, mieszkających w Wiedniu (pochodzili ze wsi Vrapçishti i Gostivari), a zwłaszcza dzięki Gjergji Pekmeziemu. Badał przede wszystkim dialekty odmiany gegijskiej języka albańskiego. 4 kwietnia 1914 zaprosił do Wiednia Albańczyka Mustafę Abdyliego z okolic Gostivaru, którego pięciominutowa wypowiedź została utrwalona przez firmę Phonogram - był to pierwszy w historii dźwiękowy zapis języka albańskiego.
W 1923 Jokl otrzymał tytuł profesorski. W 1938 został zwolniony z pracy z powodu swojego pochodzenia żydowskiego. W 1937 za badania nad językiem albańskim został wyróżniony przez króla Zogu I najwyższym albańskim odznaczeniem, przyznawanym cudzoziemcom – Orderem Skanderbega. W 1941 Jokl starał się o zatrudnienie w Albanii. W liście z 6 października 1941 minister edukacji Ernest Koliqi zaproponował mu podjęcie pracy jako „organizatora bibliotek albańskich”. Mimo starań albańskich i włoskich, władze niemieckie nie pozwoliły Joklowi na opuszczenie Austrii. 2 marca 1942 został aresztowany i umieszczony w obozie przejściowym, mieszczącym się przy ulicy Castellezgasse. Stamtąd został deportowany do obozu zagłady Mały Trościeniec w okolicach Mińska, do którego dotarł prawdopodobnie 6 maja 1942. Okoliczności śmierci nie są dokładnie znane.
Dorobek naukowy Jokla, przechowywany w Bibliotece Narodowej w Wiedniu obejmuje ponad 60 prac poświęconych językowi albańskiemu, głównie w języku niemieckim. Największe spośród dzieł – Wprowadzenie do historycznej gramatyki porównawczej języka albańskiego (niem. Einführung in die vergleichende historische Grammatik des Albanischen), nad którym pracował 24 lata pozostało w rękopisie.

## Dzieła
- 1911: Studien zur albanischen Etymologie und Wortbildung.
- 1921: Voks albanesische Liedersammlung mit sprachwissenschaftlich-sachlichen Erläuterungen versehen
- 1923: Linguistisch-kulturhistorische Untersuchungen aus dem Bereiche des Albanesischen.